# كلية الصفوة الجامعة
كلية الصفوة الجامعة هي كلية اهلية عراقية معترف بها من قبل وزارة التعليم العالي والبحث العلمي، تقع في محافظة كربلاء، تأسست عام 2013 وبنفس العام حصلت على اعتراف وزارة التعليم العالي والبحث العلمي بعد سنه من الافتتاح.

## معرض الصور

## الاقسام
تحتوي الكلية على عشرة أقسام::
- قسم طب الأسنان
- قسم الصيدلة
- قسم تقنيات التحليلات المرضية
- قسم الهندسة المعمارية
- قسم هندسة تقنيات الحاسبات
- قسم إدارة الأعمال
- قسم القانون
- قسم التربية الرياضية
- قسم التمريض
- قسم التربية الفنية.

|

## وصلات خارجية
http://www.alsafwa.edu.iq